# Телевяк Іван
Іван Телевяк (1837—1922) — галицький громадський діяч, родом з Збаражчини, селянин; допомагав українським приватним гімназіям у Збаражі та Рогатині, 1911 пожертвував на «Рідну Школу» 52 000 корон.